# Finlandia na Zimowych Igrzyskach Paraolimpijskich 1998
Finlandię na Zimowych Igrzyskach Paraolimpijskich w 1998 roku reprezentowało 21 zawodników (14 mężczyzn i 7 kobiety) w 4 dyscyplinach. Zdobyli oni łącznie 19 medali (w tym 7 złotych), plasując swój kraj na 9. miejscu w klasyfikacji medalowej.
Był to siódmy występ Finlandii na zimowych igrzyskach paraolimpijskich.

## Medaliści

### Złote Medale
| Zawodnik          | Dyscyplina        | Konkurencja                                     |
| ----------------- | ----------------- | ----------------------------------------------- |
| Kari Joki-Erkkila | Biegi narciarskie | Bieg na 5 km mężczyzn (LW11)                    |
| Kari Joki-Erkkila | Biegi narciarskie | Bieg na 10 km mężczyzn (LW11)                   |
| Tanja Kari        | Biegi narciarskie | Bieg na 5 km techniką klasyczną kobiet (LW2-9)  |
| Tanja Kari        | Biegi narciarskie | Bieg na 5 km techniką dowolną kobiet (LW2-9)    |
| Tanja Kari        | Biegi narciarskie | Bieg na 15 km techniką klasyczną kobiet (LW2-9) |
| Sisko Kiiski      | Biegi narciarskie | Bieg na 15 km techniką klasyczną kobiet (B1-3)  |
| Kaija Tuikkanen   | Biegi narciarskie | Bieg na 5 km techniką klasyczną kobiet (B2-3)   |

### Srebrne Medale
| Zawodnik           | Dyscyplina        | Konkurencja                                         |
| ------------------ | ----------------- | --------------------------------------------------- |
| Sisko Kiiski       | Biegi Narciarskie | Bieg na 5 km techniką klasyczną kobiet (B2-3)       |
| Kalervo Pieksämäki | Biegi Narciarskie | Bieg na 15 km techniką dowolną mężczyzn (LW2/3/4/9) |
| Kalervo Pieksämäki | Biegi Narciarskie | Bieg na 20 km techniką klasyczną mężczyzn (LW2-9)   |
| Kaija Tuikkanen    | Biegi Narciarskie | Bieg na 15 km techniką klasyczną kobiet (B1-3)      |
| Kaija Tuikkanen    | Biegi Narciarskie | Bieg na 5 km techniką dowolną kobiet (B2-3)         |

### Brązowe Medale
| Zawodnik           | Dyscyplina        | Konkurencja                                        |
| ------------------ | ----------------- | -------------------------------------------------- |
| Jaana Argillander  | Biegi narciarskie | Bieg na 5 km techniką klasyczną kobiet (B2-3)      |
| Sisko Kiiski       | Biegi narciarskie | Bieg na 5 km techniką dowolną kobiet (B2-3)        |
| Teuvo Ojala        | Biathlon          | Bieg na 7,5 km mężczyzn (LW12)                     |
| Teuvo Ojala        | Biegi narciarskie | Bieg na 5 km mężczyzn (LW12)                       |
| Teuvo Ojala        | Biegi narciarskie | Bieg na 10 km mężczyzn (LW12)                      |
| Kalervo Pieksämäki | Biathlon          | Bieg na 5 km mężczyzn (LW2,3,4,5/7,9)              |
| Kalervo Pieksämäki | Biegi narciarskie | Bieg na 5 km techniką klasyczną mężczyzn (LW3/4/9) |

## Wyniki reprezentacji

### Biathlon
Objaśnienie kategorii:
- LW2 – osoby stojące; po amputacji kończyny dolnej powyżej kolana
- LW3 – osoby stojące; po amputacji obu kończyn dolnych poniżej kolana, z łagodnym porażeniem mózgowym lub po częściowej amputacji
- LW4 – osoby stojące; po amputacji kończyny dolnej poniżej kolana
- LW5/7 – osoby stojące; po amputacji obu kończyn górnych
- LW9 – osoby stojące; po częściowej lub całkowitej amputacji jednej kończyny górnej i jednej dolnej
- LW12 – osoby siedzące; amputacja obu kończyn dolnych powyżej kolana lub paraliż z dobrze funkcjonującą równowagą w siedzeniu
- B3 – osoby z funkcjonującym wzrokiem poniżej poziomu 10%

#### Mężczyźni
| Zawodnik           | Konkurencja                    | Czas rzeczywisty | Ilość pudeł | Przelicznik czasu | Czas końcowy | Pozycja | Źródło |
| ------------------ | ------------------------------ | ---------------- | ----------- | ----------------- | ------------ | ------- | ------ |
| Kalervo Pieksämäki | Bieg na 7,5 km (LW2,3,4,5/7,9) | 27:43.6          | 0           | 0,96              | 26:37.0      | brąz    | [ 3 ]  |
| Teuvo Ojala        | Bieg na 7,5 km (LW12)          | 35:16.2          | 4           | 1,00              | 35:16.2      | brąz    | [ 4 ]  |
| Jukka Parhiala     | Bieg na 7,5 km (B3)            | 32:10.0          | 3           | 1,00              | 32:10.0      | 4.      | [ 5 ]  |

### Biegi narciarskie
Objaśnienie kategorii:
- LW2 – osoby stojące; po amputacji kończyny dolnej powyżej kolana
- LW3 – osoby stojące; po amputacji obu kóończyn dolnych poniżej kolana, z łagodnym porażeniem mózgowym lub po częściowej amputacji
- LW4 – osoby stojące; po amputacji kończyny dolnej poniżej kolana
- LW5/7 – osoby stojące; po amputacji obu kończyn górnych
- LW6/8 – osoby stojące; po amputacji kończyny górnej
- LW9 – osoby stojące; po częściowej lub całkowitej amputacji jednej kończyny górnej i jednej dolnej
- LW10 – osoby siedzące; paraliż z częściowym lub całkowitym brakiem równowagi w siedzeniu
- LW11 – osoby siedzące; paraliż z dobrze funkcjonującą równowagą w siedzeniu
- LW12 – osoby siedzące; amputacja obu kończyn dolnych powyżej kolana lub paraliż z dobrze funkcjonującą równowagą w siedzeniu
- B1 – osoby niewidome
- B2 – osoby z funkcjonującym wzrokiem na poziomie 3-5%
- B3 – osoby z funkcjonującym wzrokiem poniżej poziomu 10%
- ID – osoby stojące z niepełnosprawność intelektualna

#### Osoby stojące

##### Mężczyźni
| Zawodnik           | Konkurencja                                 | Czas rzeczywisty | Przelicznik czasu | Czas końcowy | Pozycja | Źródło |
| ------------------ | ------------------------------------------- | ---------------- | ----------------- | ------------ | ------- | ------ |
| Jouko Grip         | Bieg na 5 km techniką klasyczną (LW5/7,6/8) | 18:13.4          | 0,92              | 16:45.9      | 12.     | [ 6 ]  |
| Kalervo Pieksämäki | Bieg na 5 km techniką klasyczną (LW3/4/9)   | 17:16.1          | 0,96              | 16:34.6      | brąz    | [ 7 ]  |
| Hannu Salminen     | Bieg na 5 km techniką klasyczną (ID)        | 19:33.0          | 1,00              | 19:33.0      | 14.     | [ 8 ]  |
| Tuomo Kukkohovi    | Bieg na 5 km techniką klasyczną (ID)        | 20:00.1          | 1,00              | 20:00.1      | 18.     | [ 8 ]  |
| Matti Haatainen    | Bieg na 5 km techniką klasyczną (ID)        | 20:42.4          | 1,00              | 20:42.4      | 19.     | [ 8 ]  |
| Kalervo Pieksämäki | Bieg na 15 km techniką dowolną (LW2/3/4/9)  | 31:54.4          | 0,96              | 30:37.8      | srebro  | [ 9 ]  |
| Hannu Salminen     | Bieg na 15 km techniką dowolną (ID)         | 35:54.0          | 1,00              | 35:54.0      | 6.      | [ 10 ] |
| Tuomo Kukkohovi    | Bieg na 15 km techniką dowolną (ID)         | 36:22.5          | 1,00              | 36:22.5      | 12.     | [ 10 ] |
| Matti Haatainen    | Bieg na 15 km techniką dowolną (ID)         | 39:12.0          | 1,00              | 39:12.0      | 19.     | [ 10 ] |
| Kalervo Pieksämäki | Bieg na 20 km techniką klasyczną (LW2-9)    | 1:11:47.0        | 0,96              | 1:08:54.7    | srebro  | [ 11 ] |
| Jouko Grip         | Bieg na 20 km techniką klasyczną (LW2-9)    | 1:17:55.1        | 0,92              | 1:11:41.0    | 7.      | [ 11 ] |
| Matti Haatainen    | Bieg na 20 km techniką klasyczną (ID)       | 1:34:22.2        | 1,00              | 1:34:22.2    | 17.     | [ 12 ] |
| Hannu Salminen     | Bieg na 20 km techniką klasyczną (ID)       | 1:45:04.0        | 1,00              | 1:45:04.0    | 20.     | [ 12 ] |
| Tuomo Kukkohovi    | Bieg na 20 km techniką klasyczną (ID)       | DNF              | DNF               | DNF          | DNF     | [ 12 ] |

##### Kobiety
| Zawodnik        | Konkurencja                                     | Czas rzeczywisty | Przelicznik czasu | Czas końcowy | Pozycja | Źródło |
| --------------- | ----------------------------------------------- | ---------------- | ----------------- | ------------ | ------- | ------ |
| Tanja Kari      | Bieg na 5 km techniką klasyczną kobiet (LW2-9)  | 18:49.3          | 0,92              | 17:18.9      | złoto   | [ 13 ] |
| Pirjo Karppinen | Bieg na 5 km techniką klasyczną kobiet (ID)     | 25:32.4          | 1,00              | 25:32.4      | 12.     | [ 14 ] |
| Tanja Kari      | Bieg na 5 km techniką dowolną kobiet (LW2-9)    | 14:53.0          | 0,95              | 14:08.3      | złoto   | [ 15 ] |
| Pirjo Karppinen | Bieg na 5 km techniką dowolną kobiet (ID)       | 27:46.2          | 1,00              | 27:46.2      | 13.     | [ 16 ] |
| Tanja Kari      | Bieg na 15 km techniką klasyczną kobiet (LW2-9) | 1:03:42.9        | 0,92              | 58:37.0      | złoto   | [ 17 ] |

#### Osoby siedzące

##### Mężczyźni
| Zawodnik          | Konkurencja             | Czas rzeczywisty | Przelicznik czasu | Czas końcowy | Pozycja | Źródło |
| ----------------- | ----------------------- | ---------------- | ----------------- | ------------ | ------- | ------ |
| Kari Joki-Erkkila | Bieg na 5 km (LW12)     | 17:48.6          | 1,00              | 17:48.6      | złoto   | [ 18 ] |
| Teuvo Ojala       | Bieg na 5 km (LW12)     | 19:05.4          | 1,00              | 19:05.4      | brąz    | [ 18 ] |
| Heikki Vesanto    | Bieg na 5 km (LW12)     | 20:31.4          | 1,00              | 20:31.4      | 10.     | [ 18 ] |
| Kari Joki-Erkkila | Bieg na 10 km (LW12)    | 38:09.6          | 1,00              | 38:09.6      | złoto   | [ 19 ] |
| Teuvo Ojala       | Bieg na 10 km (LW12)    | 39:00.3          | 1,00              | 39:00.3      | brąz    | [ 19 ] |
| Heikki Vesanto    | Bieg na 10 km (LW12)    | 41:10.3          | 1,00              | 41:10.3      | 7.      | [ 19 ] |
| Teuvo Ojala       | Bieg na 15 km (LW10-12) | 53:39.6          | 1,00              | 53:39.6      | 14.     | [ 20 ] |
| Heikki Vesanto    | Bieg na 15 km (LW10-12) | 54:44.3          | 1,00              | 54:44.3      | 19.     | [ 20 ] |
| Kari Joki-Erkkila | Bieg na 15 km (LW10-12) | DNF              | DNF               | DNF          | DNF     | [ 20 ] |

#### Osoby niewidome i niedowidzące

##### Mężczyźni
| Zawodnik       | Konkurencja                             | Czas rzeczywisty | Przelicznik czasu | Czas końcowy | Pozycja | Źródło |
| -------------- | --------------------------------------- | ---------------- | ----------------- | ------------ | ------- | ------ |
| Jukka Parhiala | Bieg na 5 km techniką klasyczną (B3)    | 17:49.0          | 1,00              | 17:49.0      | 8.      | [ 21 ] |
| Jukka Parhiala | Bieg na 15 km techniką dowolną (B3)     | 33:00.8          | 1,00              | 33:00.8      | 8.      | [ 22 ] |
| Jukka Parhiala | Bieg na 20 km techniką klasyczną (B1-3) | 1:23:15.6        | 1,00              | 1:23:15.6    | 24.     | [ 23 ] |

##### Kobiety
| Zawodnik          | Konkurencja                             | Czas rzeczywisty | Przelicznik czasu | Czas końcowy | Pozycja | Źródło |
| ----------------- | --------------------------------------- | ---------------- | ----------------- | ------------ | ------- | ------ |
| Kaija Tuikkanen   | Bieg na 5 km techniką klasyczną (B2-3)  | 18:52.2          | 0,98              | 18:29.5      | złoto   | [ 24 ] |
| Sisko Kiiski      | Bieg na 5 km techniką klasyczną (B2-3)  | 18:31.9          | 1,00              | 18:31.9      | srebro  | [ 24 ] |
| Jaana Argillander | Bieg na 5 km techniką klasyczną (B2-3)  | 18:56.8          | 0,98              | 18:34.0      | brąz    | [ 24 ] |
| Kaija Tuikkanen   | Bieg na 5 km techniką dowolną (B2-3)    | 16:49.6          | 0,98              | 16:29.4      | srebro  | [ 25 ] |
| Sisko Kiiski      | Bieg na 5 km techniką dowolną (B2-3)    | 17:11.9          | 1,00              | 17:11.9      | brąz    | [ 25 ] |
| Jaana Argillander | Bieg na 5 km techniką dowolną (B2-3)    | 17:39.6          | 0,98              | 17:18.4      | 4.      | [ 25 ] |
| Sisko Kiiski      | Bieg na 15 km techniką klasyczną (B1-3) | 1:02:48.6        | 1,00              | 1:02:48.6    | złoto   | [ 26 ] |
| Kaija Tuikkanen   | Bieg na 15 km techniką klasyczną (B1-3) | 1:05:46.8        | 0,98              | 1:04:27.8    | srebro  | [ 26 ] |
| Jaana Argillander | Bieg na 15 km techniką klasyczną (B1-3) | 1:10:17.5        | 0,98              | 1:08:53.1    | 9.      | [ 26 ] |

##### Sztafety
| Zawodnicy                                 | Konkurencja                          | Czas    | Pozycja | Źródło |
| ----------------------------------------- | ------------------------------------ | ------- | ------- | ------ |
| Teuvo Ojala Veikko Puputti Heikki Vesanto | Sztafeta 3x2,5 km mężczyzn (LW10-12) | 39:56.3 | 7.      | [ 27 ] |

### Łyżwiarstwo szybkie na siedząco
Objaśnienie kategorii:
- LW10 – osoby siedzące; paraliż z częściowym lub całkowitym brakiem równowagi w siedzeniu

#### Mężczyźni
| Zawodnik       | Konkurencja             | Czas    | Pozycja | Źródło |
| -------------- | ----------------------- | ------- | ------- | ------ |
| Veikko Puputti | Wyścig na 100 m (LW10)  | 19.27   | 8.      | [ 28 ] |
| Veikko Puputti | Wyścig na 500 m (LW10)  | 1:25.20 | 8.      | [ 29 ] |
| Veikko Puputti | Wyścig na 1500 m (LW10) | 4:21.92 | 7.      | [ 30 ] |

### Narciarstwo alpejskie
Objaśnienie kategorii:
- LW2 – osoby stojące; po amputacji kończyny dolnej powyżej kolana
- LW3 – osoby stojące; po amputacji obu kóończyn dolnych poniżej kolana, z łagodnym porażeniem mózgowym lub po częściowej amputacji
- LW4 – osoby stojące; po amputacji kończyny dolnej poniżej kolana
- LW5/7 – osoby stojące; po amputacji obu kończyn górnych
- LW6/8 – osoby stojące; po amputacji kończyny górnej
- LW10 – osoby siedzące; paraliż z częściowym lub całkowitym brakiem równowagi w siedzeniu
- B1 – osoby niewidome
- B3 – osoby z funkcjonującym wzrokiem poniżej poziomu 10%

#### Osoby stojące

##### Mężczyźni
| Zawodnik        | Konkurencja  | Czas rzeczywisty | Przelicznik czasu | Czas końcowy | Pozycja | Źródło |
| --------------- | ------------ | ---------------- | ----------------- | ------------ | ------- | ------ |
| Markku Mikkonen | Slalom (LW2) | 2:01.69          | 1,00              | 2:01.69      | 7.      | [ 31 ] |

##### Kobiety
| Zawodniczka | Konkurencja                   | Czas rzeczywisty | Przelicznik czasu | Czas końcowy | Pozycja | Źródło |
| ----------- | ----------------------------- | ---------------- | ----------------- | ------------ | ------- | ------ |
| Iida Svard  | Slalom Gigant (LW3,4,5/7,6/8) | DNF              | DNF               | DNF          | DNF     | [ 32 ] |
| Iida Svard  | Supergigant (LW3,4,5/7,6/8)   | 1:11.65          | 1,00              | 1:11.65      | 7.      | [ 33 ] |
| Iida Svard  | Slalom (LW3,4,5/7,6/8)        | DNF              | DNF               | DNF          | DNF     | [ 34 ] |

#### Osoby siedzące

##### Mężczyźni
| Zawodnik          | Konkurencja          | Czas rzeczywisty | Przelicznik czasu | Czas końcowy | Pozycja | Źródło |
| ----------------- | -------------------- | ---------------- | ----------------- | ------------ | ------- | ------ |
| Lauri Louhivirta  | Zjazd (LW10)         | 1:26.64          | 0,7880859         | 1:08.27      | 5.      | [ 35 ] |
| Lauri Louhivirta  | Slalom Gigant (LW10) | 4:04.78          | 0,7686305         | 3:08.14      | 5.      | [ 36 ] |
| Lauri Louhivirta  | Supergigant (LW10)   | 1:52.81          | 0,7837135         | 1:28.41      | 7.      | [ 37 ] |
| Dragan Scepanovic | Supergigant (LW10)   | DNF              | DNF               | DNF          | DNF     | [ 37 ] |
| Lauri Louhivirta  | Slalom (LW10)        | DNF              | DNF               | DNF          | DNF     | [ 38 ] |
| Dragan Scepanovic | Slalom (LW10)        | DNS              | DNS               | DNS          | DNS     | [ 38 ] |

#### Osoby niewidome i niedowidzące

##### Mężczyźni
| Zawodnik    | Konkurencja        | Czas początkowy | Przelicznik czasu | Czas końcowy | Pozycja | Źródło |
| ----------- | ------------------ | --------------- | ----------------- | ------------ | ------- | ------ |
| Lauri Häyhä | Zjazd (B1,3)       | 1:29.92         | 0,8541391         | 1:16.80      | 6.      | [ 39 ] |
| Lauri Häyhä | Supergigant (B1,3) | 1:32.64         | 0,8764001         | 1:21.18      | 6.      | [ 40 ] |
| Lauri Häyhä | Slalom (B1,3)      | 2:35.34         | 0,8083597         | 2:05.57      | 4.      | [ 41 ] |

##### Kobiety
| Zawodnik      | Konkurencja          | Czas początkowy | Przelicznik czasu | Czas końcowy | Pozycja | Źródło |
| ------------- | -------------------- | --------------- | ----------------- | ------------ | ------- | ------ |
| Katja Koponen | Slalom gigant (B1,3) | DNF             | DNF               | DNF          | DNF     | [ 42 ] |
| Katja Koponen | Supergigant (B1,3)   | 1:37.98         | 0,9221366         | 1:30.35      | 4.      | [ 43 ] |
| Katja Koponen | Slalom (B1,3)        | 3:11.61         | 0,9233782         | 2:56.92      | 5.      | [ 44 ] |